# Creación de contenido
La creación de contenido es el proceso de recopilación, y difusión de información para una audiencia específica, con el objetivo de atraer a la audiencia, informar, educar, entretener o persuadirla. En particular, la expresión se refiere a contenidos digitales, y comprende diversas actividades, como el mantenimiento y actualización de sitios web, blogueo, redacción de artículos, fotografía, videos, materiales descargables, comentarios en línea, cuentas de redes sociales, edición y distribución de medios digitales.
Existen diversas plataformas y sistemas de gestión de contenidos como Wordpress, WikiBhasha, Genially, Moovly, Steemit o Quibi.
Los creadores de contenido comprenden actores muy diversos, como portales de noticias, instituciones educativas, empresas, organismos gubernamentales, artistas y escritores. Es particularmente popular entre los adolescentes, que recurren a redes sociales como Facebook, Blogger, Instagram, DeviantArt, o Tumblr. En 2005, alrededor de 21 millones de adolescentes utilizaban internet, de los cuales 57% se consideraban creadores de contenido.